# Prosopocera lepesmei
Prosopocera lepesmei là một loài bọ cánh cứng trong họ Cerambycidae.